# Dzielnik częstotliwości

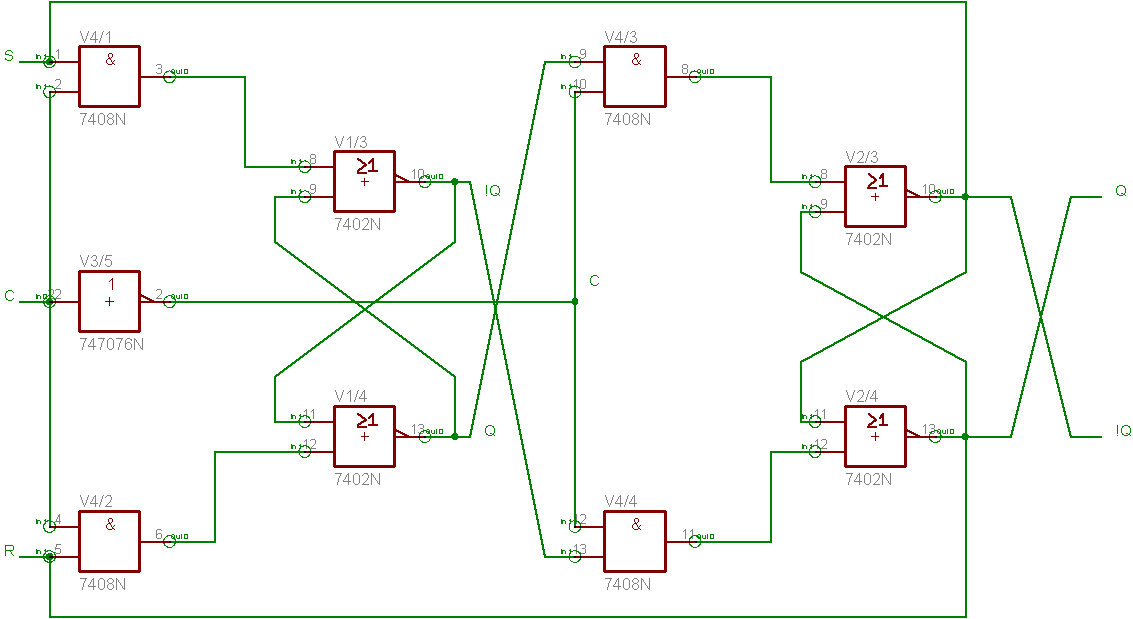
Podział częstotliwości w stosunku 2:1 z wykorzystaniem przerzutników typu Master-Slave.

Przerzutników typu T jako dzielnik częstotliwości 2:1.

Podział częstotliwości w stosunku 8:1 z wykorzystaniem 3 przerzutników typu T.

Animacja obrazująca pracę dzielnika częstotliwości zbudowanego z wykorzystaniem przerzutnika typu D, zliczającego od 0 do 3 (modulo 4) w systemie dwójkowym.

Dzielnik częstotliwości (używa się także ang. nazwy: prescaler) – samodzielny przyrząd pomiarowy lub część generatora częstotliwości wzorcowej albo miernika częstotliwości służąca do zmniejszenia generowanej lub mierzonej częstotliwości w ściśle ustalonym stosunku liczbowym.
Ogólnie rzecz biorąc jest to układ elektroniczny, który otrzymawszy na wejściu sygnał o częstotliwości {\displaystyle f_{we},} generuje na swoim wyjściu sygnał o częstotliwości:
{\displaystyle f_{wy}={\frac {f_{we}}{n}},}
gdzie {\displaystyle n} oznacza liczbę podziału.

## Budowa i zastosowanie
Najbardziej popularne dzielniki częstotliwości dzielą częstotliwość pierwotną dekadowo w stosunku potęgi dziesiątki: 1:10n, czyli: 1:10, 1:100, 1:1000 itd. lub w stosunku potęgi dwójki: 1:2n, czyli 1:2, 1:4, 1:8 itd. Możliwe są także inne podziały, zarówno całkowite (np. 1:3, 1:5, 1:7 itp.) lub ułamkowe (np. 2:3, 3:5, 4:7 itp.).
Dzielniki dekadowe budowane są zwykle w oparciu o liczniki dziesiętne, natomiast inne podziały realizuje się zwykle na przerzutnikach lub kombinacji liczników i przerzutników.
Dzielniki częstotliwości mogą być wykorzystywane przez inne przyrządy pomiarowe jako dokładne generatory podstawy czasu, generatory bardzo długookresowych sygnałów lub jako wstępne stopnie mierników częstotliwości do pomiaru bardzo dużych częstotliwości wejściowych (np. rzędu setek MHz lub rzędu GHz). W tym drugim przypadku wstępne liczniki lub przerzutniki, na których zbudowany jest dzielnik częstotliwości, muszą być odpowiednio szybkie i zdolne do zliczania deklarowanego zakresu częstotliwości wejściowej.